# Ricaurte (Nariño)
Pour les articles homonymes, voir Ricaurte.
Ricaurte est une municipalité située dans le département de Nariño en Colombie.